# 사라 세실리아 해리슨
사라 세실리아 해리슨(Sarah Cecilia Harrison, 1863년 1월 19일 ~ 1941년 11월 22일)은 한때 미술가로 활약했었던 아일랜드의 여성 외교관 겸 정치가였다.